# Alfredo Sepúlveda
Alfredo Emilio Sepúlveda Sandoval (* 3. August 1993 in Valparaíso) ist ein chilenischer Hürdenläufer, der sich auf die 400-Meter-Distanz spezialisiert hat und über diese Distanz aktuell Inhaber des Landesrekordes ist.

## Sportliche Laufbahn
Erste internationale Erfahrungen sammelte Alfredo Sepúlveda im Jahr 2010, als er bei den Jugendsüdamerikameisterschaften in Santiago de Chile in 53,6 s die Goldmedaille gewann. 2012 schied er bei den Juniorenweltmeisterschaften in Barcelona mit 53,43 s in der ersten Runde aus und 2014 nahm er an den Südamerikaspielen in Santiago teil und belegte dort in 52,68 s den sechsten Platz über die Hürden und klassierte sich mit der chilenischen 4-mal-400-Meter-Staffel mit 3:16,98 min auf Platz vier. Anschließend gewann er bei den U23-Südamerikameisterschaften in Montevideo in 51,56 s die Bronzemedaille hinter dem Brasilianer Wesley Martins und Yeferson Valencia aus Kolumbien und mit der Staffel sicherte er sich in 3:11,93 min die Silbermedaille hinter dem Team aus Brasilien. Im Jahr darauf nahm er erstmals an der Sommer-Universiade in Gwangju teil und schied dort mit 51,32 s im Halbfinale aus und anschließend scheiterte er bei den Panamerikanischen Spielen in Toronto mit 52,32 s in der ersten Runde und verpasste auch mit der Staffel mit 3:09,89 min den Finaleinzug. 2016 belegte er dann bei den Ibero-Amerikanischen Meisterschaften in Rio de Janeiro in 49,86 s den sechsten Platz und erreichte mit der Staffel nach 3:07,56 min Rang vier. 2017 gewann er bei den Südamerikameisterschaften in Luque in 50,37 s die Bronzemedaille hinter dem Argentinier Guillermo Ruggeri und Alberth Bravo aus Venezuela und wurde mit der Staffel in 3:13,64 min Vierter. Anschließend gelangte er bei den Studentenweltspielen in Taipeh erneut bis ins Halbfinale über 400 m Hürden und schied dort mit 52,26 s aus. 2018 nahm er erneut an den Südamerikaspielen in Cochabamba teil und gewann dort mit neuem Landesrekord von 49,62 s die Silbermedaille hinter Guillermo Ruggeri aus Argentinien und mit der Staffel sicherte er sich in 3:11,58 min gemeinsam mit Enzo Faulbaum, Rafael Muñoz und Sergio Aldea die Bronzemedaille hinter den Teams aus Kolumbien und Venezuela. Anschließend wurde er bei den Ibero-Amerikanischen Meisterschaften in Trujillo in 51,51 s Achter über die Hürden und siegte in 3:10,77 min im Staffelbewerb. 
2019 gewann er bei den Südamerikameisterschaften in Lima in 50,03 s die Silbermedaille hinter dem Brasilianer Alison dos Santos und  mit der Staffel gewann er in 3:11,84 min die Bronzemedaille gemeinsam mit Enzo Faulbaum, Rafael Muñoz und Alejandro Peirano die Bronzemedaille hinter Kolumbien und Brasilien. Anschließend startete er erneut bei den Panamerikanischen Spielen ebendort und schied dort mit 52,77 s in der Vorrunde aus. 2021 klassierte er sich bei den Südamerikameisterschaften in Guayaquil mit 51,69 s auf dem vierten Platz. Im Jahr darauf belegte er bei den Ibero-Amerikanischen Meisterschaften in La Nucia in 50,35 s den vierten Platz und anschließend gewann er bei den Juegos Bolivarianos in Valledupar in 50,25 s die Silbermedaille hinter dem Dominikaner Juander Santos. Zudem gelangte er dort im Staffelbewerb mit 3:11,92 min auf Rang fünf. Im Oktober klassierte er sich bei den Südamerikaspielen in Asunción mit 51,69 s auf dem fünften Platz im Hürdenlauf und wurde mit der Staffel in 3:10,00 min Vierter. 2023 verpasste er bei den Panamerikanischen Spielen in Santiago de Chile mit 52,34 s den Finaleinzug und im Jahr darauf belegte er bei den Ibero-Amerikanischen Meisterschaften in Cuiabá in 53,03 s den achten Platz. Zudem wurde er im Staffelbewerb disqualifiziert.
In den Jahren 2015 und 2016, 2018 und 2019 sowie 2022 und 2024 wurde Sepúlveda chilenischer Meister im 400-Meter-Hürdenlauf sowie 2019 auch in der 4-mal-400-Meter-Staffel.

## Persönliche Bestleistungen
- 400 Meter: 46,44 s, 21. Juli 2018 in São Paulo
- 400 m Hürden: 49,62 s, 7. Juni 2018 in Cochabamba (chilenischer Rekord)